# Mopane
Mopane (lat. Colophospermum mopane) je stablo, koje raste u vrućim, suhim, nizinskim područjima, od 200 do 1,150 metara nadmorske visine, u sjevernim dijelovima južne Afrike: u Južnoafričkoj Republici, Zimbabveu, Mozambiku, Bocvani, Zambiji, Namibiji, Angoli i Malaviju.
Mopane se pojavljuje samo u Africi i to je jedina vrsta u rodu Colophospermum. Naziv je preuzet iz lokalnog imena za stablo. Mopane je u porodici mahunarki (lat. Fabaceae).
Raste u alkalnim tlima koja su plitka i nisu dobro drenirani. Također raste u aluvijalnim tlima. U Južnoj Africi i susjednim područjima Bocvane i Zimbabvea, stabla imaju širok raspon visina od 4 do 18 m. i narsti do visine od 30m. Ponekad i formiraju šume, koje se nazivaju "katedrale mopana".
Njegov osebujan list u obliku leptira i tanko, krhko sjeme u mahuni, čine ga lako prepoznatljivim. 
- Colophospermum mopane
- Colophospermum mopane
- Colophospermum mopane